# Великоключівська сільська рада
| Великоключівська сільська рада — орган місцевого самоврядування у Коломийському районі Івано-Франківської області з адміністративним центром у с. Великий Ключів. Історична дата утворення: в 1940 році. Водоймища на території, підпорядкованій даній раді: річка Ключівка. Сільській раді підпорядковані населені пункти: - с. Великий Ключів — населення — 3 417 осіб; площа — 29,06 км²; засновано в 1416 році. |

## Склад ради
Рада складається з 20 депутатів та голови.

### Керівний склад ради
| ПІБ                           | Основні відомості                                                               | Дата обрання | Дата звільнення |
| ----------------------------- | ------------------------------------------------------------------------------- | ------------ | --------------- |
| Мочернюк Володимир Васильович | Сільський голова, 1954 року народження, освіта, безпартійний                    | 26.03.2006   | 31.10.2010      |
| М'якущак Ярослав Юрійович     | Сільський голова, 1976 року народження, освіта середня спеціальна, безпартійний | 18.09.2011   |                 |

Примітка: таблиця складена за даними джерела